# Cobra (manga)
Cobra (コブラ Kobura, sometimes stylized COBRA) là một bộ manga thám hiểm không gian dài tập sáng tác và thể hiện bởi Buichi Terasawa làm việc tại Black Sheep, ban đầu xuất hiện dưới dạng phát hành theo kỳ trên tạp chí manga dạng shōnen của Nhật Bản mang tên Weekly Shōnen Jump từ năm 1978 đến năm 1984. Các chương riêng lẻ được tổng hợp và xuất bản trong 20 quyển tankōbon bởi Shueisha. Bộ truyện kể về cuộc phiêu lưu của Cobra người đã sống một cuộc đời bình dị cho tới khi kẻ thù bắt đầu đuổi giết anh. Cobra đã phẫu thuật thay đổi diện mạo, cũng như tự xóa đi ký ức của bản thân để trốn tránh kẻ thù. Cobra bắt đầu lấy lại ký ức rồi hợp tác với chiến hữu lâu năm của anh là Lady Armaroid, cùng với chiếc phi thuyền Tortuga quen thuộc. Sau này, Cobra gặp chị em Royal có hình xăm bản đồ dẫn tới kho báu vũ trụ.
Bộ manga Cobra làm phát sinh thêm 9 loạt truyện tiếp theo, chẳng hạn như one-shot phát hành thường kỳ trên Super Jump và Monthly Comic Flapper. Bộ truyện đã được lấy làm nền tảng cho việc chuyển thể thành phim dài, và cho loạt phim hoạt hình dài 31 tập kể lại câu chuyện của phim, cùng với 2 phim hoạt hình gốc khác.
Bộ manga đã được phát hành không đầy đủ ở Mỹ trong 12 tập mỗi tập 48 trang bởi Viz Media vào năm 1990. Bộ sách được phát hành đủ tại Pháp bởi Dybex và sau đó là Taifu Comics, ở Thụy Điển bởi Epix Förlag, ở Đài Loan bởi Tong Li Publishing. Loạt truyện đã nhận được nhiều ý kiến từ dư luận.